# Escontria chiotilla
Escontria chiotilla (F.A.C.Weber ex K.Schum.) Rose è una pianta succulenta della famiglia delle Cactacee, endemica del Messico. È l'unica specie nota del genere Escontria.